# صموئيل فاغرهولم
صموئيل فاغرهولم (بالفنلندية: Samuel Fagerholm)‏ هو مدرب كرة قدم ولاعب كرة قدم فنلندي في مركز الدفاع، ولد في 10 أكتوبر 1992 في فنلندا. شارك مع منتخب جزر أولاند لكرة القدم. أما مع النوادي، فقد لعب مع نادي ماريهامن.

## وصلات خارجية
- صموئيل فاغرهولم على موقع قاعدة بيانات كرة القدم.إي يو (الإنجليزية)
- صموئيل فاغرهولم على موقع ناشيونال فوتبول تيمز (الإنجليزية)
- صموئيل فاغرهولم على موقع Soccerway.com (الإنجليزية)
- صموئيل فاغرهولم على موقع عالم كرة القدم.نت (الإنجليزية)